# NYC Beat
«NYC Beat» — другий сингл з Арманда Ван Гельдена з його сьомого студійного альбому, Ghettoblaster.

## Музичне відео
В кліпі знімається Дейзі Лоу (брюнетка) і Лія Гібберт.

## Трек-лист
Австралія, CD сингл
1. «NYC Beat» (Radio Edit) — 3:14
2. «NYC Beat» (Original) — 6:27
3. «NYC Beat» (MSTRKRFT Remix) — 4:58
4. «NYC Beat» (Emperor Machine Remix) — 8:03
5. «NYC Beat» (Detroit Remix) — 8:09
6. «NYC Beat» (Prince Language Remix) — 7:15

12"
1. NYC Beat [Original]
2. NYC Beat [MSTRKRFT Remix]
3. NYC Beat [Emperor Machine Dub]

## Історія чартів
| Чарт (2007)                 | Топ |
| --------------------------- | --- |
| Чарти Великої Британії      | 22  |
| Австралійський чарт синглів | 36  |